# GPR42
GPR42, G protein-spregnuti receptor 42, je protein koji je kod čoveka kodiran GPR42 genom.

## Literatura
1. ↑  Sawzdargo M, George SR, Nguyen T, Xu S, Kolakowski LF, O'Dowd BF (1997). „A cluster of four novel human G protein-coupled receptor genes occurring in close proximity to CD22 gene on chromosome 19q13.1”. Biochem Biophys Res Commun. 239 (2): 543—7. PMID 9344866. doi:10.1006/bbrc.1997.7513.
2. ↑  „Entrez Gene: GPR42 G protein-coupled receptor 42”.

## Dodatna literatura
- Brown AJ, Jupe S, Briscoe CP (2005). „A family of fatty acid binding receptors.”. DNA Cell Biol. 24 (1): 54—61. PMID 15684720. doi:10.1089/dna.2005.24.54.
- Brown AJ; Goldsworthy SM; Barnes AA;  . (2003). „The Orphan G protein-coupled receptors GPR41 and GPR43 are activated by propionate and other short chain carboxylic acids.”. J. Biol. Chem. 278 (13): 11312—9. PMID 12496283. doi:10.1074/jbc.M211609200.
- Grimwood J; Gordon LA; Olsen A;  . (2004). „The DNA sequence and biology of human chromosome 19.”. Nature. 428 (6982): 529—35. PMID 15057824. doi:10.1038/nature02399.

## Spoljašnje veze
- „Free Fatty Acid Receptors: GPR42”. IUPHAR Database of Receptors and Ion Channels. International Union of Basic and Clinical Pharmacology. Архивирано из оригинала 03. 03. 2016. г. Приступљено 08. 04. 2011.